# The Guru (2002)
The Guru is een Amerikaanse muzikale komedie uit 2002 onder regie van Daisy von Scherler Mayer. De film werd genomineerd voor de Empire Award voor beste Britse film. De productie is een combinatie van een Amerikaanse komedie en een muzikale Bollywoodfilm.

## Verhaal
De Indiase Ramu Gupta (Jimi Mistry) wordt door de in de Verenigde Staten wonende Vijay Rao (Emil Marwa) overgehaald om ook naar Amerika te verhuizen, waar hij hem gouden bergen in het vooruitzicht stelt. Eenmaal aangekomen blijken diens verhalen al snel luchtkastelen, maar Gupta wil toch proberen het in Amerika te maken als filmster. Nietsvermoedend verschijnend op een auditie, blijkt hij te zijn beland op de set van een pornofilm. Daar ontmoet hij Sharonna (Heather Graham), die op het scherm het domme blondje uithangt, maar privé een intelligente en ambitieuze dame blijkt. Zij geeft hem adviezen over hoe hij het werk in de seksindustrie het beste kan beschouwen en waar dit afwijkt van echte liefde.
Wanneer Gupta haar overdenkingen over liefde en seks overneemt en als ware het zijn eigen ideeën doorvertelt aan anderen, wordt hij al vlot aangezien voor een spirituele Indiase goeroe en bouwt hij een flinke schare aanhangers op, die elk woord van hem als grote wijsheid beschouwt. Hoewel hij 'zijn' wijsheden in eerste instantie spuide om zich uit een ongemakkelijke situatie te redden, omarmt hij de hem geboden mogelijkheden om enige roem op te bouwen. Gupta had Sharonna alleen beloofd hun gesprekken onder hen te houden.

## Rolverdeling
- Marisa Tomei - Lexi
- Michael McKean - Dwain
- Dash Mihok - Rusty
- Christine Baranski - Chantal
- Ajay Naidu - Sanjay
- Rob Morrow - Josh Goldstein